# 4371 Fyodorov
A 4371 Fyodorov (ideiglenes jelöléssel 1983 GC2) a Naprendszer kisbolygóövében található aszteroida. Ljudmila Ivanovna Csernih fedezte fel 1983. április 10-én.